# Atesta tropicalis
Atesta tropicalis är en skalbaggsart som beskrevs av Wang 1993. Atesta tropicalis ingår i släktet Atesta och familjen långhorningar. Inga underarter finns listade.